# Malivlies
Malivlies ist ein Markenname für einen Faser-Vlieswirkstoff, aber auch für die Anlage und das Verfahren, auf der bzw. nach dem dieses textile Flächengebilde hergestellt wird.
Beim Malivlies-Verfahren werden  im Gegensatz zum Nähwirkverfahren Maliwatt für die Maschenbildung keine Fäden verwendet, sondern ausschließlich Fasern eines Vlieses mit vorzugsweise querorientierter Faserlage. An der Arbeitsstelle  wird das Vlies (der getäfelte Krempelflor) mit den Schiebernadeln durchstochen. Dabei verhindern Einlegeplatinen das Ausweichen des Vlieses nach vorn. Beim Zurückgehen der Schiebernadeln werden auf der Vorderseite des Vlieses querliegende Fasern von den Nadelhaken erfasst, von den Schließdrähten eingeschlossen und durch das Vlies hindurchgezogen. Vom vorhergehenden Arbeitsspiel hängt auf dem Nadelschaft noch eine Halbmasche. Durch diese werden die neu erfassten Fasern gezogen, wonach die Halbmasche mit Hilfe der Abschlagplatinen (Abschlagbarre) über die Nadelspitze abgeworfen wird. Auf der Vliesrückseite entsteht dadurch ein gewirkeähnliches  Maschenbild.
Die maximalen Arbeitsbreiten der Anlagen und damit der Malivlieserzeugnisse liegen je nach Anlagenart bei 2900 mm, 4150 mm und 6150 mm, wobei eine stufenlose Reduzierung möglich ist. Die Flächenmasse der Malivlies-Erzeugnisse kann 120 – 1200 g/m² betragen. Als Fasern werden Polyester, Polypropylen, Viskose und Reißfasern eingesetzt. Die Maschinefeinheit (Anzahl Nadeln/25 mm) liegt bei 0,5 – 24. Zur Steuerung der Verfestigungsintensität werden die Maschinenfeinheit und die Stichlänge, die zwischen 0,5 und 5,0 mm liegen kann. Die Leistungen der Anlagen liegen in Abhängigkeit von den Einsatzbedingungen und Artikelspezifikationen bei bis zu 1370, 1960 bzw. 2905 m²/h.
Malivlies wird verwendet für Beschichtungsträger, Auskleidungen (Schuhfutter), Teppichrücken, Verpackungsmaterial, Isolationsstoffe, aber auch für Gebrauchstextilien.